# توماس إتش. كونواي
توماس إتش. كونواي هو شخصية أعمال وسياسي أمريكي، ولد في 9 فبراير 1860، وتوفي في 1 مايو 1940. نشط حزبياً في الحزب الجمهوري. وقد انتخب عضو جمعية ولاية ويسكونسن ‏.